# Friedrich-Ebert-Straße (Kassel)
Die Friedrich-Ebert-Straße (früher: Hohenzollernstraße) ist eine Straße im Vorderen Westen in Kassel. Sie führt vom Ständeplatz parallel zur Wilhelmshöher Allee westlich stadtauswärts bis zum Aschrott-Park.

## Geschichte

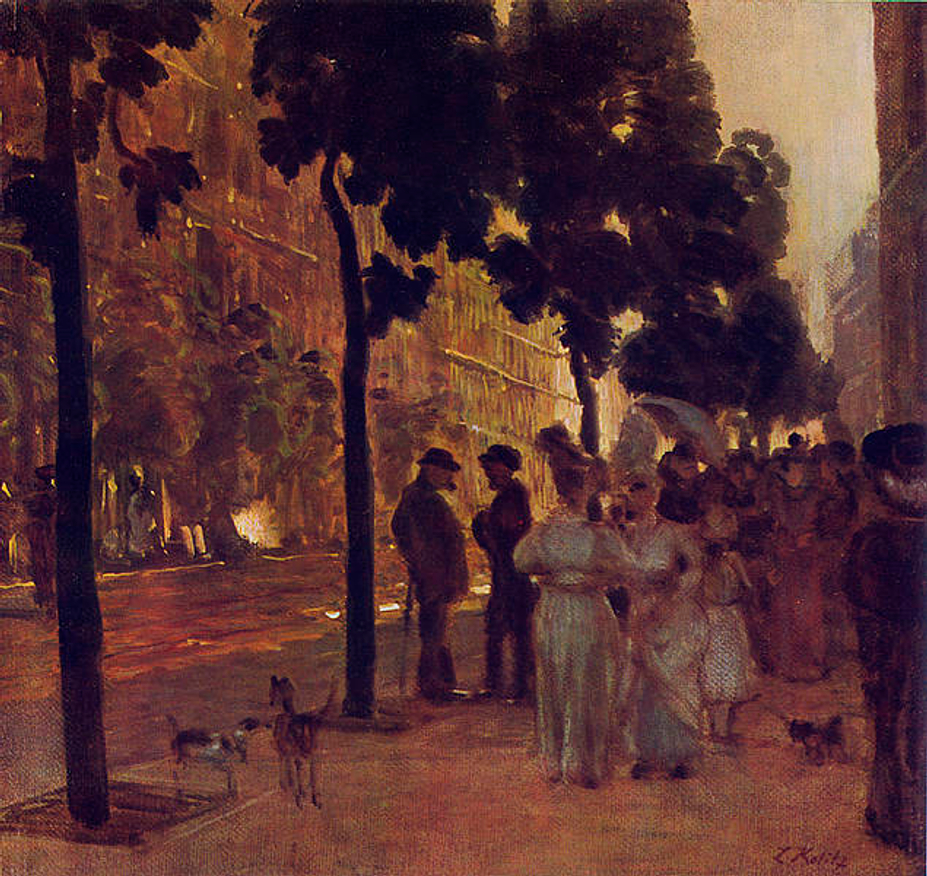
Die Straße auf einem Gemälde von Louis Kolitz, vor 1900

Die damalige Hohenzollernstraße wurde im Rahmen der Stadterweiterung nach Westen im 19. Jahrhundert angelegt, die Straßenbreite war 22 m und die Vorgabe der Bebauung 5 Stockwerke. Es entstanden in der Straße und im angrenzenden Viertel zahlreiche gründerzeitliche Wohnhäuser, viele davon mit hohem Wohnstandard durch die Baugesellschaft von Sigmund Aschrott. In der Straße hatte der Hoffotograf Carl Eberth sein Atelier.
1947 wurde die Straße in Karl-Marx-Straße umbenannt, 1949 erhielt die Straße ihren heutigen Namen. 1957 baute die Wintershall AG ein Hochhaus als neue Konzernzentrale.
2016 wurde die Umgestaltung der Friedrich-Ebert-Straße mit dem von der Vereinigung für Stadt-, Regional- und Landesplanung vergebenen Deutschen Stadtplanungspreis ausgezeichnet, der im Rahmen der SRL-Jahrestagung am 13. Oktober 2016 in Berlin verliehen wurde.